# Cattle Decapitation
Cattle Decapitation är ett amerikanskt deathgrind-band, som bildades 1996 i San Diego.
Musikvideon till låten "Forced Gender Reassignment" (från albumet Monolith of Inhumanity) har förbjudits på YouTube och Vimeo då den anses vara för våldsam och motbjudande.

## Medlemmar
Nuvarande medlemmar
- Travis Ryan – sång (1997– )
- Josh Elmore – sologitarr (2001– )
- Dave McGraw – trummor (2007– )
- Olivier Pinard – basgitarr (2018– )
- Belisario Dimuzio – rytmgitarr (2018– )

Tidigare medlemmar
- Dave Astor – trummor (1996–2002)
- Gabe Serbian – gitarr (1996–2000)
- Scott Miller – gitarr, sång (1996)
- Troy Oftedal – basgitarr (2001–2009)
- Michael Laughlin – trummor (2003–2006, 2006, 2007)
- J.R. Daniels – trummor (2006–2007)
- Derek Engemann – basgitarr (2010-2018)

Turnerande medlemmar
- Kevin Talley – trummor (2006)
- Michael Laughlin – trummor (2006)
- Rah Davis – basgitarr (2009)
- Olivier Pinard – basgitarr (2013, 2018)
- Belisario Dimuzio – rytmgitarr (2015–2018), basgitarr (2018)
- Todd Stern – basgitarr (2018)
- Jim Parker – basgitarr (2018)
- Diego Soria – basgitarr (2018– )

## Diskografi
Demo
- 1997 – Ten Torments of the Damned

Studioalbum
- 2000 – Homovore
- 2002 – To Serve Man
- 2004 – Humanure
- 2006 – Karma.Bloody.Karma
- 2009 – The Harvest Floor
- 2012 – Monolith of Inhumanity
- 2015 – The Anthropocene Extinction
- 2019 – Death Atlas
- 2023 – Terrasite

EP
- 1999 – Human Jerky

Singlar
- 2000 – "¡Decapitacion!"
- 2013 – "Your Disposal"
- 2015 – "Cannibalistic Invasivorism"

Samlingsalbum
- 2014 – Decade of Decapitation (4xLP box)
- 2018 – Medium Rarities

Annat
- 2005 – Cattle Decapitation / Caninus (delad EP)